# ザン・ホンゴック
江紅玉（ザン・ホンゴック、國語字：Giang Hồng Ngọc）、本名江瑞紅玉（ザン・トゥイ・ホンゴック、國語字：Giang Thụy Hồng Ngọc、1989年10月27日 - ）は、ベトナムの歌手。彼女は16歳で歌い始め、2006年の『ホーチミンテレビの歌声』で4等賞を獲得しました。2014年にはコンテスト『Xファクター』に参加し、優勝しました。

## ディスコグラフィ

### アルバム
- 『ALL THE LOVE』（2015年）
- 『私を置いていかないでください』Đừng rời xa em（2016年）
- 『情』Tình（2018年）
- 『死んだ秋』Mùa thu chết（2019年）
- 『敍情の1枚のアルバム』Một cuốn tự tình（2020年）